# Port Moresby
Port Moresby (AFI [ˌpɔːrt ˈmɔːrzbi]) (Pot Mosbi en tok pisin) és la capital de Papua Nova Guinea, i la seva major aglomeració de població comptant la seva àrea metropolitana que s'estén per tot el Districte Capital Nacional.
La ciutat està situada en les costes del golf de Papua, a la costa sud-est de l'illa de Nova Guinea. La ciutat és, al seu torn, la capital de la província Central, de la qual està envoltada la regió de Papua, encara que realment no hi pertany, ja que per si sola forma el Districte Capital.
El primer europeu que va arribar a la zona on s'assenta Port Moresby va ser el capità britànic John Moresby el 1873, any en què va ser fundada, i qui va donar nom a la ciutat en honor del seu pare, l'almirall sir Fairfax Moresby. Aquesta ciutat és considerada la ciutat més perillosa del món, segons un informe presentat pel programa de l'ONU per als Assentaments Humans.

## Història

### Abans de la colonització europea
La zona que ocupa Port Moresby estava ocupada pels motuans, nadius de Nova Guinea, que comerciaven intercanviant atuells per sagú, aliments i grans canoes, i realitzaven viatges des de Hanuabada i altres poblacions. També tenien relacions amb altres pobles veïns de la província del Golf, amb els quals creaven forts llaços comercials i familiars, deguts a matrimonis mixts. Les expedicions hiri eren de gran escala. En cada viatge, podien intervenir fins a 20 canoes o lakatoi amb uns 600 tripulants, i amb una càrrega d'uns 20.000 atuells.
Per als motuans, les hiri no era solament una empresa econòmica, sinó que també servien per a reforçar la seva identitat com a tribu gràcies a la perillositat dels llargs viatges. Aquests viatges són commemorats cada any mitjançant el Hiri Moale Festival que se celebra cada setembre a Ela Beach.

### Colonització europea

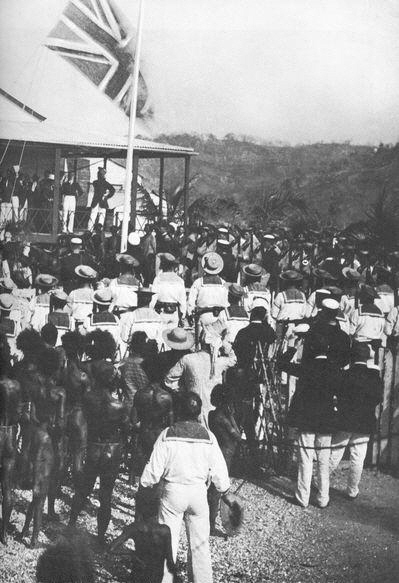
Bandera britànica a Port Moresby el 1883

La zona ja era un important centre de comerç quan el capità John Moresby, de la nau HMS Basilisk, va arribar per primera vegada a la zona en la qual s'assenta Port Moresby, el 1873. Els britànics s'havien aventurat a través del mar del Corall, fins a l'extrem oriental de Nova Guinea, i havien "trobat" prèviament tres illes desconegudes fins llavors. A les 10 del matí del 20 de febrer del 1873, John Moresby va reclamar per al Regne Unit la possessió de les terres oposades, denominades així en honor del seu pare, l'almirall sir Fairfax Moresby.
Moresby va anomenar-ne el tram interior Fairfax Harbour, i la resta Port Moresby. L'assentament europeu del lloc no es va produir fins a una dècada més tard, el 1883, quan la part sud-est de Nova Guinea va ser annexionada a l'Imperi Britànic. La Nova Guinea britànica va passar a la recentment establerta Mancomunitat d'Austràlia el 1906, i va passar a denominar-se Papua. Des de llavors fins al 1941, Port Moresby va experimentar un lent creixement. El creixement més gran es va produir a la península, on les infraestructures portuàries i altres serveis van ser gradualment millorats. L'electricitat es va introduir el 1925 i el servei d'aigua potable corrent va ser instal·lat el 1941.

### Segona Guerra Mundial
Durant la Segona Guerra Mundial, molts papús van tornar als seus llogarets o van ser evacuats en camps de refugiats llunyans de Port Moresby quan es va albirar una possible invasió japonesa. La ciutat va ser convertida en una important base aliada, on es van instal·lar milers de soldats, ja que era l'últim bastió a l'illa i l'última defensa entre les posicions japoneses i Austràlia. Aquest paper clau la va convertir en l'objectiu de la invasió de la flota japonesa el maig del 1942, detinguda en la Batalla del mar del Corall. Molts papús s'hi van allistar com a transportistes per donar suport a les tropes aliades. Com a resultat, les poblacions a Port Moresby es van deteriorar i, després de la guerra, Port Moresby va haver de ser reconstruït. El 1945, es va crear el Territori de Papua i Nova Guinea, després de la unió sota una mateixa administració australiana de Papua i l'antiga colònia alemanya de Nova Guinea. Port Moresby va passar a ser considerada la capital del nou territori i el focus d'expansió dels serveis públics.

### Capital de Papua Nova Guinea

Antiga bandera de Port Moresby

El setembre del 1975, Port Moresby es va convertir en la capital de l'estat independent de Papua Nova Guinea. Al barri de Waigani, es van construir nous edificis del govern per albergar els seus departaments, incloent-hi un espectacular edifici per al Parlament Nacional, inaugurat el 1984, que combina un disseny tradicional amb modernes tecnologies de construcció. A Waigani, també es troben el Museu i la Biblioteca nacional.